# Universal Soldier (1992)
Universal Soldier är en amerikansk actionfilm som hade biopremiär i USA den 17 juli 1992.

## Om filmen
- Universal Soldier är regisserad av Roland Emmerich.
- Filmen fick 1999 en uppföljare med namn Universal Soldier - Återkomsten.
- År 2009 utkom en remake av filmen som heter Universal Soldier: Regeneration med Jean-Claude Van Damme och Dolph Lundgren.

## Rollista (i urval)
- Jean-Claude Van Damme – Luc Deveraux / GR44
- Dolph Lundgren – Andrew Scott / GR13
- Ally Walker – Veronica Roberts
- Ed O'Ross – överste Perry
- Jerry Orbach – Dr. Christopher Gregor

### Fotnoter
1. ↑  ”Universal Soldier” (på engelska). Box Office Mojo. 17 juli 1992. http://www.boxofficemojo.com/movies/?id=universalsoldier.htm. Läst 10 september 2016.